# Addison Road-Seat Pleasant (stanice metra ve Washingtonu)
Addison Road-Seat Pleasant (dříve Addison Road) je stanice washingtonského metra.
Stanice se nachází na modré lince, v rezidenční oblasti Seat Pleasant ve státu Maryland, nedaleko od hlavního města. Dnes je třetí stanicí od západního konce, ale do roku 2004 měla charakter konečné. Byla otevřena 22. listopadu 1980. Je povrchová s ostrovním nástupištěm.